# Chiesa di San Nicola (Ortueri)
La chiesa di San Nicola è un edificio religioso situato ad Ortueri, centro abitato della Sardegna centrale. Consacrata al culto cattolico è sede dell'omonima parrocchia e fa parte dell'arcidiocesi di Oristano.
Edificata tra il XVIII e il XIX secolo è affiancata da un maestoso campanile di 40 metri, per altezza il secondo in Sardegna dopo quello di Mores, rispettivamente di 46m.